# والتر پیرمد
والتر پیرمد (انگلیسی: Walter Pyramid) ورزشگاه چند منظوره در محوطه دانشگاه ایالتی لانگ بیچ در لانگ بیچ، کالیفرنیا است.